# 弗洛倫斯 (肯塔基州)
弗洛倫斯是美國的一座城市。位於肯塔基州布恩縣。據2010年美國人口普查，弗洛倫斯有人口29,951人。弗洛倫斯也是辛辛那提/北肯塔基大都市區的一部份。